# Tun lung „de Bange” de 120 mm, model 1878
Tunul lung „de Bange” de 120 mm, model 1878 a fost un tun de câmp cu tragere lentă, de fabricație franceză. Tunul a fost modernizat în 1916 când a fost dotat cu o țeavă nouă și muniție modernă de tip „D” care i-au crescut eficaitatea.:p. 47
Tunul (model 1878-16) a intrat în dotarea Armatei României în anul 1916, când au fost primite 3 baterii de tunuri din Franța. La începutul campaniei din anul 1916 din Primul Război Mondial erau în evidență un număr de 18 de bucăți, până la sfârșitul războiului numărul lor ajungând la 72. :p. 56:p. 47

## Principii constructive
Tunul era destinat în principal pentru distrugerea forței vii a inamicului pe câmpul de luptă. Țeava era ghintuită, fiind construită din oțel forjat. Mecanismul de închidere era prevăzut cu închizător de tip „șurub” și un obturator pe bază de azbest, sistem „de Bange”, în camera de ardere. Proiectilele erau explozive. Tunul era montat pe un afet de tip „cetate” și un tren rulor cu două roți cu spițe metalice, pentru transport montându-se un antetren cu roți identice. :p. 47